# Волшебное Рождество
«Волше́бное Рождество́» (англ. One Magic Christmas) — американский кинофильм 1985 года режиссёра Филлипа Борсоса, рождественская сказка с драматичным сюжетом.

## Сюжет
Джинни Грейнджер (Мэри Стинберджен) совсем утратила дух Рождества. Чтобы сводить концы с концами, Джинни работает кассиром в продуктовом магазине, но денег не хватает, даже чтобы купить хорошие подарки детям — дочери Эбби и сыну Кэлу. Её замучила тяжелая работа, рутина, бедность. Её муж, Джек (Гэри Басараба), был безработным с июня, и теперь семья вынуждена съехать из дома компании к 1 января. Джек не унывает, он работает в подвале над велосипедом, который хочет подарить на Рождество соседской бедной девочке, Молли Монаган. А ещё Джек хотел бы открыть собственный магазин велосипедов, но на это ушли бы все скудные семейные сбережения, что Джинни считает глупым и недопустимым.
Однажды ночью Эбби идет через улицу к почтовому ящику, чтобы послать письмо Санта-Клаусу. У ящика она встречает странного человека в длинном плаще и ковбойской шляпе. Опущенное Эбби письмо каким-то магическим образом выскакивает из ящика обратно в руки этого человека. Он говорит, что его зовут Гидеон (Гарри Дин Стэнтон), и что он рождественский ангел. Он когда-то был человеком, спас тонущего мальчика, но сам утонул, потому что не умел плавать. И теперь раз в год он появляется где-нибудь на Земле как ангел, чтобы лишь одному единственному человеку попытаться вернуть веру в Рождество. Эбби просит его вернуть веру в Рождество своей маме, Джинни, и Гидеон соглашается. Для начала он просит, чтобы Эбби передала своё письмо Санта-Клаусу маме, чтобы та сама его отправила. Когда Эбби возвращается домой, она чуть не попадает под машину, но Гидеон чудесным образом спасает её.
На следующий день семья Грейнджеров посещает дедушку Джека, Калеба Грейнджера. Он дарит правнукам подарки: Кэл получает книгу, а Эбби стеклянный шар с изображением Северного полюса. Той ночью Гидеон навещает Эбби в её комнате и узнает, что Джинни так и не отправляла письмо Санта-Клаусу. Гидеон предупреждает Эбби, что завтра могут произойти пугающие вещи, но ей не нужно бояться. Между тем Джинни и Джек говорят на кухне о финансах. Он повторяет своё желание открыть велосипедный бизнес, а она говорит, что он должен найти новую работу. Разочарованный Джек идёт погулять, Джинни не останавливает его. Все рождественские огни на улице зловеще затухают.
На следующий день, в сочельник, Джинни едет на работу. На автозаправочной станции она видит, как отчаявшийся человек, Гарри, пытается продать походную печку и даже свою машину за бесценок, чтобы купить сыну подарки на Рождество, но от него все отворачиваются. Между тем Джек, оставив детей в машине, идет в банк, чтобы взять немного денег из сбережений, чтобы сделать рождественские подарки детям. Он говорит детям ждать в автомобиле, но Эбби выбегает, чтобы навестить Джинни в продуктовом магазине через улицу. Эбби сообщает Джинни, что Джек в банке, и Джинни, опасаясь за сбережения, мчится в банк. Видя это, менеджер магазина заявляет, что так нельзя, и тут же увольняет Джинни. Джинни возвращает Эбби в автомобиль, входит в банк и обнаруживает, что человек с автозаправочной станции, Гарри, грабит банк. Гарри берёт заложницу, Джек пытается уговорить его обойтись без насилия, но Гарри стреляет в него, и Джек умирает. В панике Гарри выбегает из банка и угоняет автомобиль Джека, внутри которого сидят Эбби и Кэл. Джинни в отчаянии также садится в автомобиль и начинает преследовать Гарри. Полиция тоже бросается в погоню. Гарри выезжает за город, подъезжает к мосту, перекрытому полицией, не справляется с управлением, и машина вместе с детьми падает в реку.
Джинни в шоке возвращается в пустой дом и плачет в ванной. Но вскоре дедушка Джека, Калеб, приезжает, чтобы сообщить ей, что дети были найдены, они стояли на обочине дороги. Полиция полагает, что бандит высадил их перед катастрофой, но в действительности это Гидеон спас их из реки. Когда дети возвращаются домой, Джинни сообщает им, что папа умер.
Позже этой ночью Эбби убегает к городской рождественской ёлке в надежде увидеть там Гидеона. Она просит Гидеона, чтобы он вернул папу. Гидеон говорит ей, что не может сделать этого, и что единственным человеком, который может ей помочь, является сам Санта-Клаус. Гидеон берет Эбби на Северный полюс, чтобы она встретилась там с Сантой. Санта сообщает ей, что также не может вернуть Джека, но на это способна Джинни, если только к ней вернётся дух Рождества. Санта проводит Эбби через свою фабрику, где работают не эльфы, а «обычные, хорошие люди» после конца своей земной жизни. В почтовом отделении он находит старое письмо, которое написала Джинни, когда была ребёнком, и говорит Эбби, чтобы она передала письмо маме.
Гидеон возвращает Эбби домой, и она отдаёт Джинни письмо. Джинни в ошеломлении читает его, вдруг понимает всё, и истинное значение Рождества возвращается к ней. Она идёт к почтовому ящику, чтобы отправить письмо Эбби Санта-Клаусу. Внезапно все рождественские огни вокруг зажигаются снова, и появляется Джек. Джинни бросается к нему и обнимает, а Джек лишь удивленно смотрит, бормоча, что вышел погулять только десять минут.
На следующий день Джинни чудесным образом вновь переживает события сочельника, но на сей раз совсем по-другому. На автозаправочной станции она покупает походную печку Гарри, который сердечно благодарит её и говорит, что она даже не подозревает, сколько её поступок значит для него. Тем же вечером она выписывает чек Джеку для велосипедного магазина, и дети дарят соседке, Молли, сделанный Джеком велосипед. А ночью Джинни слышит что-то внизу и находит там Санту, ставящего подарки под ёлку. Он останавливается и поздравляет Джинни с Рождеством. Она улыбается и в ответ поздравляет Санту.

## В ролях
- Мэри Стинберджен — Джинни Грейнджер
- Гэри Басараба — Джек Грейнджер
- Гарри Дин Стэнтон — Гидеон
- Артур Хилл — Калеб Грейнджер
- Элизабет Арнуа — Эбби Грейнджер
- Робби Мэгвуд — Кэл Грейнджер
- Мишель Мейринк — Бетти
- Элиас Котеас — Эдди
- Уэйн Робсон — Гарри Дикенс
- Ян Рубеш — Санта-Клаус
- Сара Полли — Молли Монахан
- Грэм Джарвис — Фрэнк Крамп
- Тимоти Уэббер — Хёрби Конклин